# 日向中央銀行
日向中央銀行（ひゅうがちゅうおうぎんこう）は、かつて存在した日本の銀行。宮崎県内の8つの銀行を統合する形で1928年（昭和3年）に発足したが、不況によりわずか4年で経営破綻し、受け皿として県主導で設立された日向興業銀行（現・宮崎銀行）が後を引き継いだ。

## 概要
1927年（昭和2年）の昭和金融恐慌に際して、西日本に多くの店舗を持っていた十五銀行が取り付け騒ぎから休業に追い込まれ、その影響は宮崎県にも及んだ。日本銀行の貸し付けもあり連鎖破綻はなかったものの、経営強化と以前からの課題であった金融機関統合を目的として、県下の銀行が合同することが画策された。具体的には、日州銀行・日向銀行・佐土原銀行・都城銀行・妻銀行・日佐銀行・大正銀行（1989年から2019年まで存在した大正銀行とは無関係）の8行が、日州銀行を中心とする形で合同することとなり、1928年1月31日に発足した。
発足した日向中央銀行は預金量などで県内では群を抜く存在となり、「一県一行主義の理想に近き状態」とも評された。しかし、元の各銀行は不良債権を保有しており、しかも設立を急いで十分な査定をおこなわずに対等の条件で合同していた。不良債権に濃淡のあった各行が一つになったため役員間で対立が起き、発足後も処理は円滑には進まなかった。その状態で世界恐慌と金解禁によるさらなる不況に見舞われ、預金の減少と不良債権の未回収により支払原資が枯渇し、1932年（昭和7年）5月に休業・破綻に追い込まれた。時を前後して県内2位の銀行だった宮崎銀行（旧）も破綻し、宮崎県知事の木下義介は県が金融界の安定を図る意図があることを表明する。以後、県が発行した公債を主体に、破綻銀行の資金も含める形で新たな銀行が設立されることになり、同年7月に日向興業銀行が発足した。日向中央銀行から日向興業銀行への出資額は40万円であった。
最終的に、日向中央銀行は1937年（昭和12年）2月に任意解散した。